# Antonio Fatati
Antonio Fatati (... – Ancona, 9 gennaio 1484) è stato un vescovo cattolico italiano.
Il culto localmente prestatogli sin dalla morte fu riconosciuto dalla Santa Sede nel 1795.

## Biografia
Di nobile famiglia, studiò a Bologna e fu nominato canonico (1431) e arciprete (1444) della Cattedrale di Ancona e abate commendatario di San Pietro al Conero (1440).
Sotto il pontificato di Niccolò V fu canonico e vicario del capitolo vaticano di San Pietro (1447), cappellano maggiore e chierico della Camera apostolica (1449). Fu tesoriere generale della Marca dal 1450 e dal 1454 governatore e vicario generale di quella provincia.
Fu eletto vescovo di Teramo il 6 novembre 1450. Nonostante la carica di governatore lo tenesse lontano dalla sua sede, riuscì a riformare il capitolo cattedrale riducendo i canonicati e ridimensionando le prebende (1451).
Nel 1456 Alfonso d'Aragona, re di Napoli, lo scelse come consigliere.
Accompagnò papa Pio II al congresso di Mantova del 1459 e nel 1460 fu nominato suffraganeo e vicario di Siena per assistere l'ancor troppo giovane vescovo Francesco Piccolomini, nipote del pontefice.
Il 3 novembre 1463 fu trasferito alla sede vescovile di Ancona: ospitò nell'episcopio papa Pio II, che vi morì attendendo l'arrivo della flotta veneta per la crociata contro i turchi.
Ricoprì cariche amministrative anche sotto i pontificati di Paolo II e Sisto IV (tesoriere di Bologna).
Morì nel 1484 ad Ancona e fu sepolto nella cripta della Cattedrale di San Ciriaco.

## Il culto
Il suo corpo fu esumato nel 1529 e trovato quasi incorrotto, fu deposto nell'altare delle reliquie in cattedrale: pare che in occasione di questo episodio cessasse immediatamente la peste che affliggeva la città. Dopo il 1795 fu tumulato nella cripta dei santi protettori in un sarcofago eretto a spese della famiglia.
Con decreto del 9 maggio 1795, la sacra congregazione romana dei riti concesse alle diocesi di Ancona e Siena e al capitolo vaticano la recita dell'ufficio e la celebrazione della messa in onore del beato.
Il suo elogio si legge nel martirologio romano al 9 gennaio.

## Successione apostolica
La successione apostolica è:
- Arcivescovo Giovanni Venier (1470)